# پرانیتاون (ویرجینیای غربی)
پرانیتاون (به انگلیسی: Pruntytown) یک منطقهٔ مسکونی در ایالات متحده آمریکا است که در شهرستان تیلور، ویرجینیای غربی واقع شده‌است.